# Puck (satélite)
Puck es un satélite interior de Urano descubierto el 30 de diciembre de 1985 en imágenes tomadas por la nave espacial Voyager 2. Recibió la designación temporal S/1985 U 1. El nombre sigue la convención de nombrar los satélites de Urano a partir de personajes de las obras de Shakespeare y Alexander Pope. También se llama Urano XV. Su órbita se encuentra entre el sistema de anillos y Miranda, el primero de los satélites mayores. Es aproximadamente esférico y tiene un diámetro de unos 160 km, lo que lo convierte en el más grande de los diez satélites descubiertos por la Voyager 2 en el sistema uraniano. Su superficie es oscura, está llena de cráteres y muestra signos espectrales de hielo de agua.

## Descubrimiento y denominación
Puck fue descubierto el 30 de diciembre de 1985 en imágenes tomadas por la Voyager 2. Recibió la designación provisional S/1985 U 1. Más tarde se nombró por Puck, un personaje de la obra de Shakespeare El sueño de una noche de verano. También se llama Urano XV.

## Órbita
La órbita de Puck se encuentra en el interior de la de Miranda, cerca del borde exterior de los anillos, a una distancia media de Urano de 86 000 km. La excentricidad es prácticamente despreciable mientras que la inclinación orbital es de 0,319°. Recorre algo más de 540 000 km en 0,762 días  a una velocidad media de 29 546,9 km/h.

## Características físicas
Puck estaba próximo a Miranda cuando fue descubierto, por lo que se pudo programar la sonda para que parte del tiempo de observación a este satélite se dedicara a aquel, siendo el único objeto descubierto por la Voyager 2 que se conoce con detalle.
Aun así, es poco lo que se sabe de Puck más allá de los datos órbitales. Es el mayor de los pequeños satélites interiores de Urano. Su tamaño está comprendido entre el de Porcia y Miranda. Su diámetro es de unos 160 km  y su albedo aproximadamente 0,11. Los cinco satélites mayores de Urano son mucho más brillantes. Suponiendo una densidad de 1,3 g/cm³, tendría una masa de 2,8939×1018 kg, lo que implicaría una gravedad superficial de 0,029 m/s² y una velocidad de escape de 249 km/h.
Las imágenes muestran que Puck tiene forma esferoidal ligeramente alargada (la proporción entre los ejes es de 0,97±0,04). Su superficie está llena de cráteres  y es de color gris. Tres cráteres han recibido nombre, el mayor de los cuales alcanza los 45 km de diámetro. Observaciones hechas con el telescopio espacial Hubble y otros telescopios terrestres han encontrado las líneas de absorción del hielo acuoso en su espectro.
No se sabe nada de su estructura interna. Es probable que esté constituido por una mezcla de hielo de agua y material oscuro, similar a lo encontrado en los anillos. Esta materia oscura puede estar formada por rocas o sustancias orgánicas sometidas a radiación. La ausencia de cráteres con rayos brillantes implica que no está diferenciado, lo que significa que los componentes internos no se han separado en un núcleo y un manto.